# سينما الساموراي
شانبارا (チャンバラ)، والتي تُكتب بشكل شائع أيضًا "شامبارا"، وتعني أفلام «القتال بالسيف»، تشير إلى نوع الأفلام اليابانية الذي يُسمى سينما الساموراي باللغة الإنجليزية ويعادل تقريبًا أفلام الغرب الأمريكي وأفلام المتعنترين. شانبارا هي فئة فرعية من «جيدايجيكي»، والتي تعادل الدراما التاريخية. قد تشير كلمة «جيدايجيكي» إلى قصة تدور أحداثها في فترة تاريخية، ولكنها لا تتعامل بالضرورة مع شخصية ساموراي أو تصور المبارزة بالسيف.

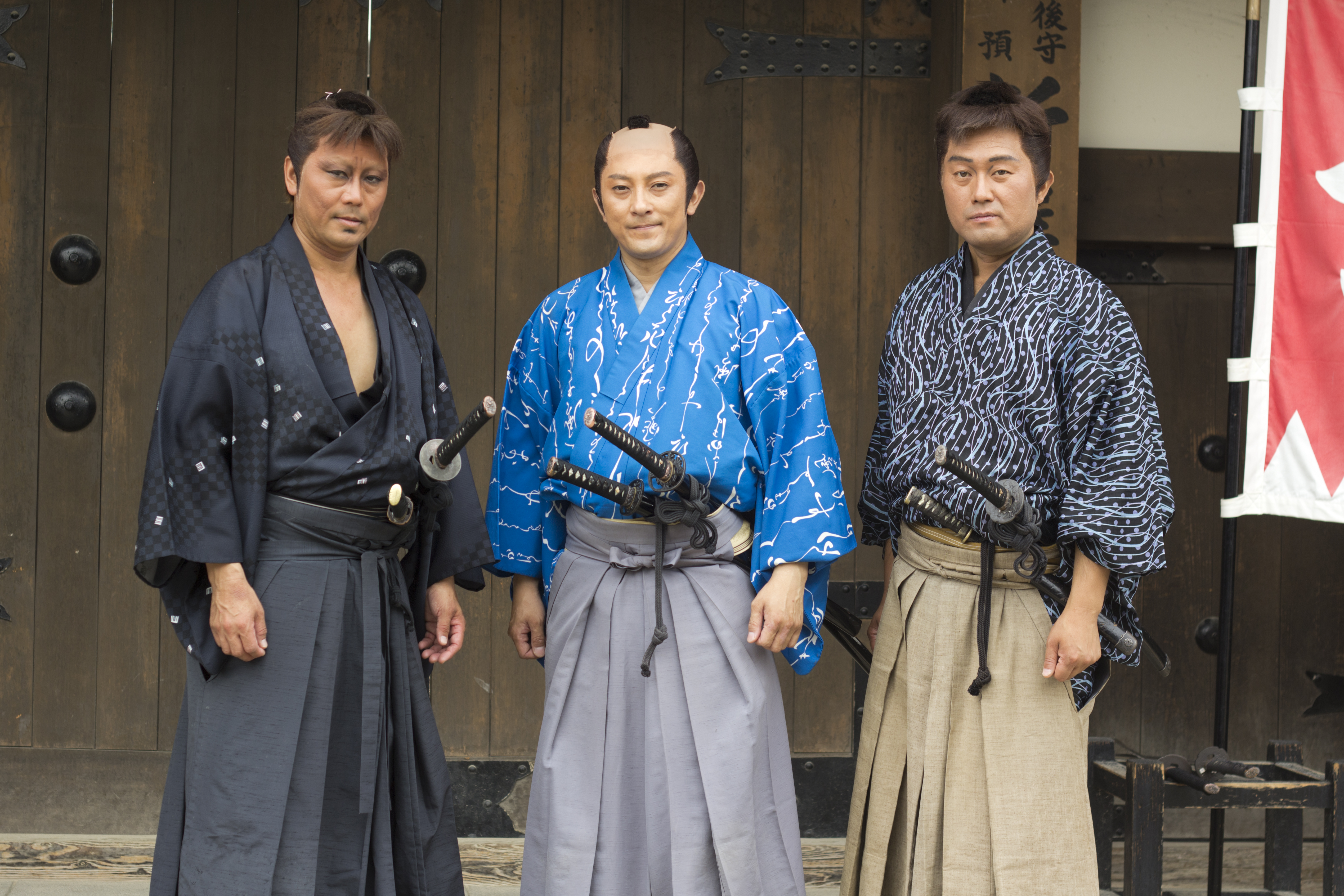
ممثلون يلعبون دور الساموراي والرونين في استوديو أفلام قرية كيوتو السينمائية

في حين أن أعمال فترة الساموراي السابقة كانت أكثر دراماتيكية وليست مبنية على الحركة، فإن أفلام الساموراي التي تم إنتاجها بعد الحرب العالمية الثانية أصبحت أكثر اعتمادًا على الحركة، مع شخصيات أكثر قتامة وأكثر عنفًا. ملاحم الساموراي بعد الحرب اتجهت إلى تصوير المحاربين الذين يعانون من ندوب نفسية أو جسدية. قام أكيرا كوروساوا بتجسيد الموت والعنف بشكل منمق ومبالغ فيه في ملاحم الساموراي. كان الساموراي، والعديد من الأشخاص الآخرين الذين تم تصويرهم في الفيلم، شخصيات منعزلة، وغالبًا ما كانوا مهتمين بإخفاء قدراتهم القتالية، بدلاً من إظهارها.
تاريخيًا، تدور أحداث هذا النوع عادةً خلال عصر توكوغاوا (1600–1868). ومن ثم يركز فيلم الساموراي غالبًا على نهاية أسلوب حياة كامل للساموراي: حيث تتعامل العديد من الأفلام مع رونين الذي لا يتقنه، أو الساموراي الذي يتعامل مع التغييرات التي تطرأ على وضعهم نتيجة لتغير المجتمع.
تم إنتاج أفلام الساموراي باستمرار حتى أوائل السبعينيات، ولكن بحلول ذلك الوقت، أدى التعرض المفرط للتلفزيون، وشيخوخة النجوم الكبار في هذا النوع، والتراجع المستمر في صناعة السينما اليابانية السائدة، إلى توقف معظم إنتاج هذا النوع.
تشير "شانبارا" أيضًا إلى رياضة الفنون القتالية المشابهة للمبارزة.

## مخرجو أفلام الساموراي
دايسوكي إيتو وماساهيرو ماكينو كانا محوريين في تطوير أفلام الساموراي في السينما صامتة وعصور ما قبل الحرب.
أكيرا كوروساوا هو الأكثر شهرة لدى الجماهير الغربية، وبالمثل قام بإخراج أفلام الساموراي الأكثر شهرة في الغرب. قام بإخراج الساموراي السبعة، راشومون، عرش الدم، يوجيمبو وأفلام أخرى عديدة. كان لديه ارتباط طويل مع توشيرو ميفوني، الذي يمكن القول إنه أشهر ممثل في اليابان. كان لدى ميفوني نفسه شركة إنتاج تنتج ملاحم الساموراي، وغالبًا ما كان يقوم ببطولتها. استند اثنان من أفلام كوروساوا عن الساموراي إلى أعمال وليام شكسبير، عرش الدم (مكبث) و ران (الملك لير). تم إعادة إنتاج عدد من أفلامه في إيطاليا والولايات المتحدة كأفلام غربية، أو كأفلام أكشن تدور أحداثها في سياقات أخرى. يعد فيلمه الساموراي السبعة واحدًا من أهم محك هذا النوع والأكثر شهرة خارج اليابان. كما يوضح أيضًا بعض تقاليد أفلام الساموراي حيث أن الشخصيات الرئيسية هي رونين، بلا سيد ساموراي عاطلين عن العمل، أحرار في التصرف حسب ما يمليه عليهم ضميرهم. والأهم من ذلك أن هؤلاء الرجال يميلون إلى التعامل مع مشاكلهم بسيوفهم وهم ماهرون جدًا في القيام بذلك. كما يظهر عجز الفلاحين والتمييز بين الفئتين.
أخرج ماساكي كوباياشي الفيلمين هاراكيري وتمرد الساموراي، وكلاهما فيلمان ساخران يعتمدان على الولاء المعيب للعشيرة.
تركز أفلام كيهاتشي أوكاموتو على العنف بطريقة معينة. ولا سيما في أفلامه قاتل الساموراي، اقتل! و سيف الموت. الأخير عنيف بشكل خاص، حيث تشارك الشخصية الرئيسية في القتال لمدة 7 دقائق من الفيلم في نهاية الفيلم. غالبًا ما تكون شخصياته بعيدة عن بيئاتهم، ويعتبر عنفهم رد فعل معيبًا على ذلك.
هيديو غوشا، وساعدت العديد من أفلامه في إنشاء النموذج الأصلي للساموراي الخارج عن القانون. أفلام غوشا لا تقل أهمية عن أفلام كوروساوا من حيث تأثيرها وأسلوبها البصري ومحتواها، لكنها ليست معروفة جيدًا في الغرب. غالبًا ما صورت أفلام غوشا الصراع بين الفكر التقليدي والفكر الحداثي وكانت بالتأكيد مناهضة للإقطاع. لقد توقف إلى حد كبير عن صنع شامبارا، وتحول إلى نوع ياكوزا، في السبعينيات. بعض أفلامه الأكثر شهرة هي جويوكين، هيتوكيري، وسانبيكي نو ساموراي وكيدامونو نو كين ('السيف الوحش").
كان كينجي ميسومي نشطًا في صناعة أفلام الساموراي من الخمسينيات إلى منتصف السبعينيات. قام بإخراج ما يقرب من 30 فيلمًا من هذا النوع، بما في ذلك بعض أفلام الذئب الوحيد والشبل، وعدد من أفلام زاتويشي وسلسلة عيون الموت النائمة.
من الأمثلة الممتازة على نوع السرعة والحركة الواضحة في أفضل الأنواع فيلم غوشا الأول، "الساموراي الثلاثة الخارجين عن القانون"، استنادًا إلى مسلسل تلفزيوني. يقوم ثلاثة مزارعين باختطاف ابنة القاضي المحلي من أجل لفت الانتباه إلى مجاعة الفلاحين المحليين، ويظهر رونين ويقرر مساعدتهم. في هذه العملية، ينضم اثنان من الرونين الآخرين ذوي الولاءات المتغيرة إلى الدراما، ويتسع الصراع، مما يؤدي في النهاية إلى الخيانة والاغتيال والمعارك بين جيوش المرتزقة رونين. النينجو هو الشعور الإنساني الذي يخبرك بما هو صواب وجيري هو التزام الساموراي تجاه سيده وعشيرته. نشأ الصراع من السيطرة الساحقة لحكومة شوغونية توكوغاوا على سلوك الساموراي. غالبًا ما يشكك الساموراي في أخلاقيات أفعالهم ويكونون ممزقين بين الواجب والضمير. يتجاوز هذا الصراع العصور في أفلام الساموراي ويمكن أن يخلق تصورًا للبطل على أنه المستضعف الأخلاقي أو المحارب الصامد. في الساموراي الأخير، لم يعد كاتسوموتو مفيدًا لإمبراطوره وحُكم عليه بنزع أحشائه بنفسه. يتعارض مع واجبه في متابعة عقوبته ويهرب لمحاربة تمرده الأخير ضد جيش الحكومة المركزية. يعتبر صراع النينجو والجيري ديناميكيًا بالنسبة لشخصية الساموراي.
غالبًا ما يكون اسم محارب الساموراي مرادفًا لسيفه. على الرغم من أن مهارة المبارزة هي جانب مهم من جوانب الحرب، إلا أن إضفاء المثالية على الساموراي والسيف باعتبارهما رابطين هو فكرة مثالية مخترعة، [بحاجة لمصدر] على الرغم من انتشارها في العديد من الأعمال الدرامية. شهدت فترة توكوغاوا تغيرًا في نوع الحرب، حيث تحول القتال من القوس والسهم إلى القتال من مسافة قريبة بالأسلحة المحمولة، والقتال التنافسي بالسيف.
هناك عدد من المواضيع التي تحدث في حبكات أفلام الساموراي. تتميز العديد منها بالساموراي المتجول الذي لا يتقن البحث عن عمل أو مكان في المجتمع. والبعض الآخر عبارة عن حكايات تاريخية لشخصيات حقيقية. ويظهر آخرون حكايات ولاء العشيرة.

## الممثلين
- سوني شيبا
- تشيونوسوكي أزوما
- ريونوسوكي تسوكيجاتا
- رايزو إيتشيكاوا
- شينتارو كاتسو
- توميسابورو واكاياما
- هيروكي ماتسوكاتا
- توشيرو ميفوني
- تاتسويا ناكاداي
- كينوسوكي ناكامورا
- دينجيرو أوكوتشي
- ريوتارو أوتومو
- هيرويوكي سانادا
- تيتسورو تامبا
- توميسابورو واكاياما
- كين واتانابي
- ماساكازو تامورا
- تسوماسابورو باندو
- أوتيمون إيتشيكاوا

## المخرجين
- كينجي فوكاساكو
- هيديو جوشا
- دايسوكي إيتو
- كون إيتشيكاوا
- هيروشي إيناجاكي
- ماساكي كوباياشي
- أكيرا كوروساوا
- كينجي ميسومي
- كيهاتشي أوكاموتو
- كانيتو شيندو
- ماساهيرو شينودا
- تاكيشي كيتانو
- يوجي يامادا
- سادو ياماناكا
- توكوزو تاناكا
- كازو إيكهيرو
- كيميوشي ياسودا
- كازو موري
- سادو ناكاجيما

## وصلات خارجية
- مشروع النهضة جيدايجيكي
- استوديو أفلام قرية كيوتو السينمائية